# Dear, Sweet Emma
Dear, Sweet Emma ist ein US-amerikanischer computeranimierter Kurzfilm von John Cernak aus dem Jahr 2003.

## Handlung
Die alte Emma sitzt morgens in ihrer Küche und liest die Zeitung. Im Radio gibt der Sheriff von Fishtickle bekannt, dass nach Monaten die Suche nach Emmas Ehemann Tucker eingestellt und er für tot erklärt wird. Emma weint, während sie die Durchsage hört, in der der Sheriff ihr jede Unterstützung auch durch die Bürger der Kleinstadt zusagt. Für Emma wird ein Lied gespielt. Sie geht zum Fenster, auf dessen Fensterbrett ein Vogel sitzt und später tanzt. Nach mehreren Versuchen den Vogel loszuwerden, erschlägt Emma ihn schließlich in Wut mit einer Pfanne. Als ihre Katze immer wieder auf die Spüle springt, ermordet Emma nach einer Weile sie in Rage. Sie holt sich anschließend etwas aus dem Kühlschrank und wirft auch einen Blick in das Tiefkühlfach, in dem sich ihr toter Mann befindet. Zufrieden geht sie auf die Terrasse und fegt zahlreiche Vögel auf, die sie in der letzten Zeit getötet hat.

## Produktion
Dear, Sweet Emma wurde innerhalb von zwei Monaten animiert. Die Realisation erfolgte als Computeranimation in 3D (mit LightWave 3D und After Effects). Der Film wurde erstmals am 27. März 2003 der Öffentlichkeit präsentiert.

## Auszeichnungen
Dear, Sweet Emma war 2004 für den BAFTA in der Kategorie Bester animierter Kurzfilm, konnte sich jedoch nicht gegen Jo Jo in the Stars durchsetzen.